# Moselle Open 2019
Il Moselle Open 2019 è stato un torneo di tennis giocato sul cemento indoor. È stata la 17ª edizione del torneo facente parte della categoria ATP World Tour 250 series nell'ambito dell'ATP Tour 2019. Si è giocato all'Arènes de Metz di Metz in Francia, dal 16 al 22 settembre 2019.

## Partecipanti

### Teste di serie
| Nazionalità | Giocatore           | Ranking | Testa di serie* |
| ----------- | ------------------- | ------- | --------------- |
| Belgio      | David Goffin        | 14      | 1               |
| Georgia     | Nikoloz Basilašvili | 17      | 2               |
| Francia     | Benoît Paire        | 23      | 3               |
| Francia     | Lucas Pouille       | 26      | 4               |
| Spagna      | Fernando Verdasco   | 35      | 5               |
| Polonia     | Hubert Hurkacz      | 36      | 6               |
| Francia     | Gilles Simon        | 37      | 7               |
| Germania    | Jan-Lennard Struff  | 39      | 8               |

* Ranking al 9 settembre 2019.

### Altri partecipanti
I seguenti giocatori hanno ricevuto una wildcard per il tabellone principale:
- Grégoire Barrère
- Antoine Hoang
- Rayane Roumane

I seguenti giocatori sono entrati in tabellone col ranking protetto:
- Steve Darcis
- Cedrik-Marcel Stebe

I seguenti giocatori sono passati dalle qualificazioni:

- Marcel Granollers
- Julian Lenz
- Yannick Maden
- Oscar Otte

### Ritiri
Prima del torneo
- Jérémy Chardy → sostituito da  Aljaž Bedene
- Marin Čilić → sostituito da  Cedrik-Marcel Stebe
- Leonardo Mayer → sostituito da  Marius Copil
- Albert Ramos Viñolas → sostituito da  Steve Darcis

Durante il torneo
- Nikoloz Basilašvili

## Partecipanti al doppio

### Teste di serie
| Nazionalità | Giocatore         | Nazionalità | Giocatore              | Ranking1 | Testa di serie |
| ----------- | ----------------- | ----------- | ---------------------- | -------- | -------------- |
| Francia     | Nicolas Mahut     | Francia     | Édouard Roger-Vasselin | 28       | 1              |
| Regno Unito | Luke Bambridge    | Giappone    | Ben McLachlan          | 97       | 2              |
| Regno Unito | Jonny O'Mara      | Regno Unito | Ken Skupski            | 102      | 3              |
| Messico     | Santiago González | Pakistan    | Aisam-ul-Haq Qureshi   | 116      | 4              |

* Ranking aggiornato al 9 settembre 2019.

### Altri partecipanti
Le seguenti coppie hanno ricevuto una wild card per il tabellone principale:
- Dan Added /  Albano Olivetti
- Tristan Lamasine /  Jo-Wilfried Tsonga

## Campioni

### Singolare
Jo-Wilfried Tsonga ha sconfitto in finale  Aljaž Bedene con il punteggio di 6(4)–7, 7–6(6), 6-3.
- È il diciottesimo ed ultimo titolo in carriera per Tsonga, secondo della stagione.

### Doppio
Robert Lindstedt /  Jan-Lennard Struff hanno sconfitto in finale  Nicolas Mahut /  Édouard Roger-Vasselin con il punteggio di 2-6, 7-6(1), [10-4].